# Mitokondriális aldehid-dehidrogenáz
A mitokondriális aldehid-dehidrogenáz a 12. kromoszómán található ALDH2 gén által kódolt enzim. Az aldehid-dehidrogenázok családjába tartozik. Az aldehid-dehidrogenáz az alkoholmetabolizmus második enzimje. Az ALDH2 a mitokondriális mátrixban található, és Km-je acetaldehidre alacsony. A másik májizozim, az ALDH1 citoszolikus.
A legtöbb európai ember mindkét fő izozimmel rendelkezik, a kelet-ázsiaiak mintegy 50%-ában jelen van a citoszolikus izozim, de nincs működő mitokondriális izozim. A gyakoribb akut alkoholmérgezés a kelet-ázsiaiak esetén összefügghet az aktív ALDH2 hiányával. A katalitikusan inaktív formával élők megnövekedett acetaldehid-kitettsége számos ráktípusnak való nagyobb kitettséget is okozhat.

## Gén
Az ALDH2 gén mintegy 44 kbp hosszú, és legalább 13 exonból áll, melyek 517 aminosavat kódolnak. Az érett enzimben nem szereplő N-terminális jelzőpeptid kivételével az exonokból levezetett aminosav-szekvencia egyezik a humán máj-ALDH2 elsődleges szerkezetével. Egyes intronokban Alu ismétlődő szakaszok vannak. TATA- (TTATAAAA) és CAAT-szerű szekvencia (GTCATCAT) található 473 és 515 bp-ral a transzlációkezdő kodon előtt. Egérben a gén az 5. kromoszómán található, hivatalos teljes neve mitokondriális aldehid-dehidrogenáz 2. 12 exonja van, a kódoló szakasz 1560 bázispár.

## Enzimszerkezet
A humán ALDH2 3 domént – két dinukleotid-kötő és egy háromszálú β-redő-domént – tartalmazó enzim. Aktív helyét a NAD+ nikotinamid-gyűrűje kettébontja. Az A-oldal mellett (Pro-R) 3 cisztein (Cys301–303), a B mellett (Pro-S) a Thr244, a Glu268, a Glu476 és a Thr244 és a Glu476 közt kötött víz van. A Rossmann-szerkezet ellenére a koenzimkötő rész más NAD+-kötő enzimektől eltérően köti a NAD+-ot. A NAD+-gyűrűhöz közeli aminosavak helyzete alapján a Glu268 a vízen keresztül általános bázisként működik. Az Asn169 amidos és a Cys302 peptidnitrogénje az oxianiont a hidridtranszfer előtt tetraéderes átmeneti állapotban tartja. A Glu487 a szubsztrátkötő hellyel az Arg264-en és Arg475-ön keresztül történő közvetett kölcsönhatásai miatt fontos.

## Funkció
A mitokondriális aldehid-dehidrogenáz az aldehid-dehidrogenázok családjába tartozik, melyek az acetaldehid ecetsavvá alakulását katalizálják. Ez az alkoholmetabolizmus fő oxidatív útjának második enzimje. A humán ALDH2 az ALDH1-hez képest különösen hatékony az acetaldehiden.

Humán etanolmetabolizmus

Ezenkívül az ALDH2 véd az oxidatív stressz ellen.

## Klinikai jelentősége
Az ALDH2-diszfunkció számos humán betegséghez, például szív- és érrendszeri, neurodegeneratív betegségekhez, diabéteszhez, stroke-hoz és rákhoz járulhat hozzá. 2014-ben Chen et al. kimutatták az ALDH2-diszfunkció összefüggését a Fanconi-anémiával, a fájdalommal, az osteoporosisszal és az öregedéssel. Egy japán populációban végzett esettanulmány kimutatta, hogy az ALDH2-aktivitás csökkenése befolyásolja a késői Alzheimer-kór kockázatát.
A legtöbb európai ember két normál ALDH2-másolattal rendelkezik, a kelet-ázsiaiak mintegy 50%-a egy normál és egy inaktív izoenzimet kódoló variáns (ALDH2*2, rs671) ALDH2-másolattal. A japán népesség esetén ez a variáns allél lizint kódol glutaminsav helyett a 487. helyen, az acetaldehid ecetsavvá oxidálásában teljesen inaktív fehérjét kódolva. A teljes japán népesség 57%-a a normál allélre homozigóta, 40% heterozigóta a variáns allélre, 3% homozigóta a variáns allélre. Mivel az ALDH2 tetramerként áll össze és működik, és mind a 4 rész szükséges az acetaldehid oxidálására, a heterozigóták ALDH2-aktivitása csekély. Így a heterozigóta vagy a variáns allélre homozigóta emberek az etanolt normálisan alakítják acetaldehiddé, de az acetaldehidet kevéssé bontják, így az alkohol számos káros hatásának jobban kitettek, ilyenek például a vérben és szövetekben átmenetileg megnövekvő acetaldehidszint, a pirulás, az urticaria, a szisztémás dermatitis és az alkoholindukált légzési reakciók, például a rhinitis és az asztmás bronchoconstrictio. Az allergiaszerű tünetek nem klasszikus IgE-hez vagy T-sejthez kapcsolódó allergénindukált reakciók, hanem az acetaldehid hisztaminfelszabadítás-stimulációja miatt történnek, mely feltehetően ezeket mediálja, általában 30–60 perccel az alkoholbevitel után történnek, és előfordulhatnak más ázsiai vagy nem ázsiai emberekben is, akik kevésbé képesek az etanolból keletkező acetaldehidet ecetsavvá bontani, vagy túl gyorsan bontják az etanolt az ALDH2 általi feldolgozáshoz.
A kelet-ázsiaiakban gyakrabban előforduló akut alkoholmérgezésről többször kimutatták, hogy az ALDH2*2 izoenzim kisebb aktivitása okozza. Ennek jelentősen eltérő koenzimkötő helye van. Az 1980-as években jelentősen megnőtt a japán alkoholisták száma, akik a domináns ALDH2*2 mutáció hatásai okozta csökkent alkoholizmushajlam ellenére is sok alkoholt ittak. Ez is igazolja, hogy még az alkoholizmusra legkevésbé hajlamosak esetén is jelen van az ivásra hajlamosító társadalmi nyomás.
Az ALDH2-aktivátor Alda-1 (N-(1,3-benzodioxol-5-ilmetil)-2,6-diklórbenzamid) csökkenti a szívinfarktus általi ischaemia okozta szívsérülést.

## Kölcsönhatások
Az ALDH2 kölcsönhat a GroEL-lel.

## Fordítás
Ez a szócikk részben vagy egészben  az   ALDH2 című angol Wikipédia-szócikk ezen változatának fordításán alapul.  Az eredeti cikk szerkesztőit annak laptörténete sorolja fel. Ez a jelzés csupán a megfogalmazás eredetét és a szerzői jogokat jelzi, nem szolgál a cikkben szereplő információk forrásmegjelöléseként.